# Sony Alpha 3000
α 37 α 3500
Le Sony Alpha 3000 (typographié α 3000) est un appareil photographique hybride de monture E à bas coût destiné au grand public et plus particulièrement aux débutants, il est commercialisé par Sony Alpha en septembre 2013 sauf au Japon. Il se place en entrée de gamme de la marque. Il est remplacé par l'Alpha 3500 en avril 2014, excepté en Europe et en Amérique (mais il est vendu au Mexique). Les deux appareils ne sont plus commercialisés fin 2016.

## Présentation et sortie

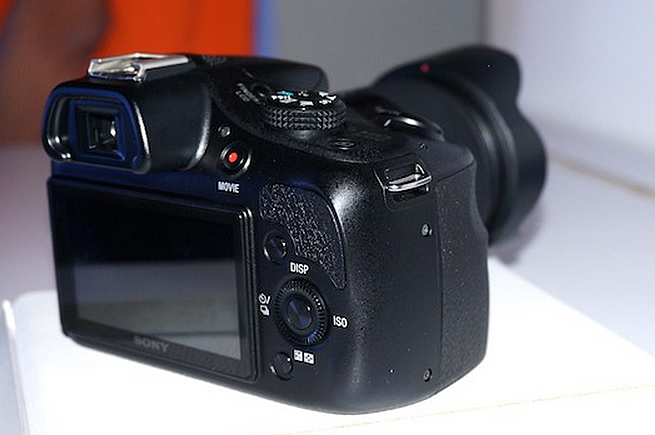
L'A3000 vue de dos.

L'A3000 est annoncé en même temps que le NEX-5T le 27 août 2013, il est commercialisé en septembre de la même année au prix de 400 € en kit avec le zoom 18-55 mm. Il introduit une nouvelle série d'appareils hybrides qui fait partie de la politique de Sony Alpha qui souhaite recentrer sa gamme et abandonner la dénomination NEX,. Il n'est pas vendue au Japon.

## Design
Le design de l'Alpha 3000 se rapproche des reflex numériques (notamment l'Alpha 58), il s'agit d'un choix marketing pour le positionner en tant que successeur de l'A37 et avoir une apparence inspirant la confiance. En revanche l'ergonomie d'utilisation se rapproche plus des NEX, avec une molette et deux boutons à droite de l’écran,.

## Caractéristiques techniques
L'Alpha 3000 est équipé d'un capteur Sony CMOS Exmor de 20,1 mégapixels dont la sensibilité peut atteindre 16 000 ISO. Le microprocesseur Bionz, déjà utilisé sur les anciens SLT et NEX, s'occupe du traitement de l'image. L'écran LCD a une résolution 230 400 points mesurant 7,5 cm de diagonale, il dispose également d'un viseur électronique LCD de 201 600 points,.

## Accueil
Lors de sa présentation l'Alpha 3000 est critiqué pour son positionnement entre les NEX et les SLT prêtant à confusion. L'écran fixe et le viseur, qui possède une résolution très faible équivalent à celle des bridges du milieu des années 2000, sont également mal vus,. À l'inverse, le rapport prix, performances et look susceptible d’intéresser des photographes néophytes ou novices est salué par la presse.

## Concurrence
Les concurrents de l'A3000 sont avant tout les reflex pour débutants que sont les Canon EOS 1100D, Nikon D3200 et Pentax K-500.

## Remplacement
Les premières images et informations concernant l'Alpha 3500 fuitent le 22 mars 2014, six mois après la sortie de l'Alpha 3000. Le jour même, les précommandes pour le nouvel appareil sont possibles sur le site de Sony Australie. Il s'agit juste d'un Alpha 3000 rebadgé et vendu avec un nouvel objectif de kit, le 18-50 mm sans stabilisation d'ouverture glissante f/4-5.6. Ce modèle remplace l'A3000 en avril, excepté en Europe ainsi qu'en Amérique (mais il est vendu au Mexique),.
Les deux appareils disparaissent des différents sites internet de Sony fin 2016.